# La Dolores (película)
La Dolores es un cortometraje dramático español de 1908 dirigido por Fructuós Gelabert y Enrique Jiménez, con guion de Gelabert basado en la obra de teatro homónima escrita por José Feliú y Codina y glosando por enésima vez el mito de “La Dolores”. Tomás Bretón ya había escrito a partir de dicha obra un libreto para una ópera con el mismo título, de su autoría y estrenada en 1895. 
La película de Gelabert y Jiménez tuvo tal éxito que se harían dos versiones más, también homónimas: una en 1923 dirigida por Maximiliano Thous y otra en 1940 dirigida por Florián Rey.

## Sinopsis de la película de 1908
Dolores se ha enamorado de Melchor, un barbero de pueblo. Un día el padre de ella los descubre en actitud cariñosa y decide mandar a la muchacha a Teruel como sirvienta. Melchor, gran mujeriego, se presenta en Teruel y tras seducir a Dolores la abandona a su suerte.
Dolores regresa a la casa de su padre pero éste se desentiende de ella y muere de un ataque al corazón. La Dolores está en boca de todo el pueblo y decide ir en busca de Melchor, que vive en Calatayud.